# Пятс, Матти
Матти Пятс (Matti Päts) (10 апреля 1933 — 14 ноября 2024) — эстонский государственный и политический деятель, член Конгресса Эстонии и 7-го созыва Рийгикогу. Внук президента Эстонии Константина Пятса.
Родился в Таллине 10 апреля 1933 года. В 1940 году его вместе с семьей депортировали в Уфу, а после ареста родителей он был помещен в детский дом. Учился в 44-й средней школе Уфы. После освобождения матери из лагеря города Туринска Свердловской области им в 1946 году удалось вернуться в Эстонию.
В 1952 году окончил Таллинскую среднюю школу № 2 и, чтобы поступить в вуз, был вынужден два года отработать на производстве — на заводе «Вольта». В 1954 году поступил в Таллинский политехнический институт, который окончил в 1959 году с квалификацией инженера-энергетика. Работал мастером на заводе «Терас», инженером в «Эстэнерго» и в патентном отделе СКБ Академии наук Эстонии.
В 1973 году окончил заочно Центральный институт повышения квалификации работников и специалистов народного хозяйства в области патентной работы Комитета по делам изобретений и открытий при Совете Министров СССР.
С 28 октября 1992 по 31 марта 2015 года директор Патентного департамента Эстонии.
Член Конгресса Эстонии и депутат 7-го созыва Рийгикогу (1992—1995).
В 2000 г. награждён орденом Белой Звезды III степени.